# Sideritis clandestina
Sideritis clandestina là một loài thực vật có hoa trong họ Hoa môi. Loài này được (Bory & Chaub.) Hayek miêu tả khoa học đầu tiên năm 1929.